# Zhang Liao

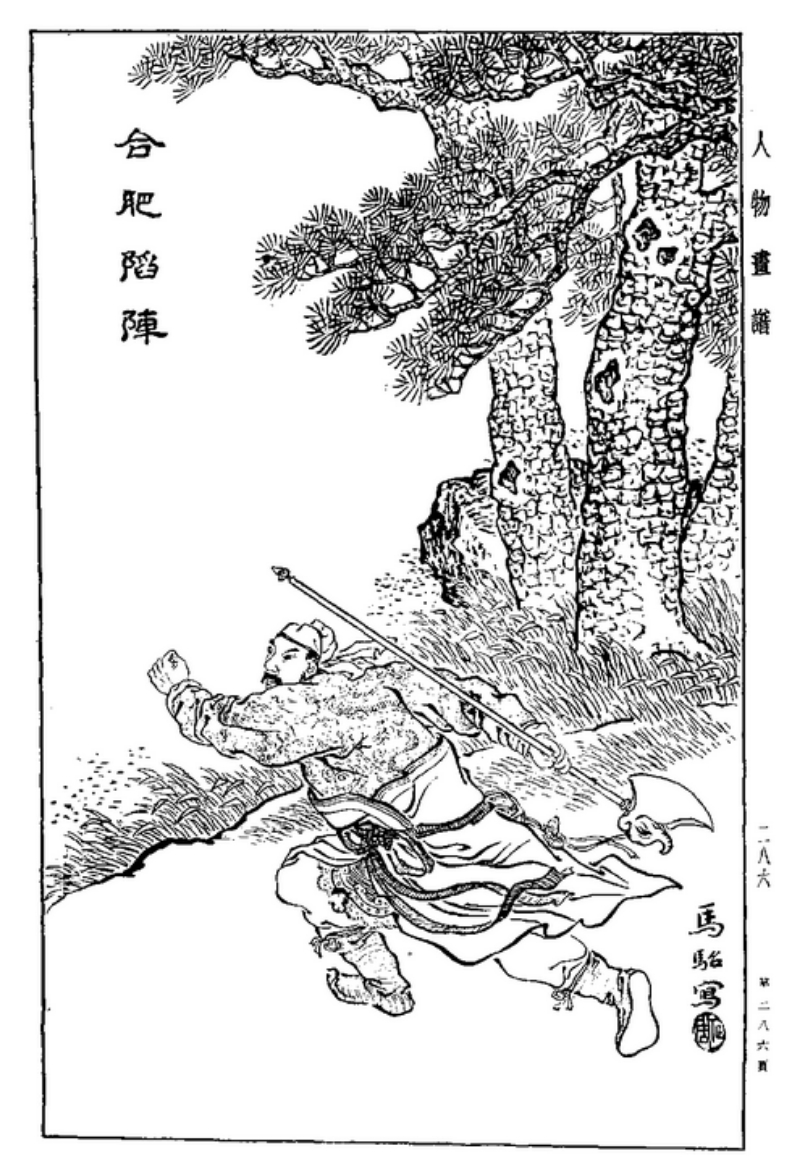
Zhang Liao

Zhang Liao (* 169; † 222) war ein chinesischer General der späten Han-Dynastie und zur Zeit der Drei Reiche. Angeblich stammte er von Nie Yi, einem Vertreter der östlichen Han-Dynastie, ab.

## Leben
Zhang Liao diente nach dem Tode He Jins dem Usurpator Dong Zhuo als Kavalleriekommandant. Nach dessen Tod diente er Lü Bu und wechselte mit diesem der Niederlage gegen Li Jue und Guo Si zu Xu Zhou. 196 wurde Zhang Liao Kanzler des Lu-Reiches und kämpfte unter Lü Bus Befehl erfolgreich gegen Liu Bei, Cao Cao und Yuan Shao. 198, nach dem Tod Lü Bus, wurde er von Cao Cao aufgenommen und mit dem Oberbefehl über die östlichen Wei-Streitmächte betraut. Bei Cao Caos Angriff auf Han Zhong, als Sun Quan das Hefei-Schloss stürmte, konnte Zhang Liao die Armee von Wu erfolgreich zurückschlagen. Dafür erhielt er von Cao Cao den Titel „Der den Osten eroberte“.
Unter dessen Sohn Cao Pi wurde Zhang Liao erneut befördert und mit dem Titel „Herr von Jinyang“ dekoriert.
| Personendaten    | Personendaten        |
| ---------------- | -------------------- |
| NAME             | Zhang, Liao          |
| KURZBESCHREIBUNG | chinesischer General |
| GEBURTSDATUM     | 169                  |
| STERBEDATUM      | 222                  |